# Mine Howe

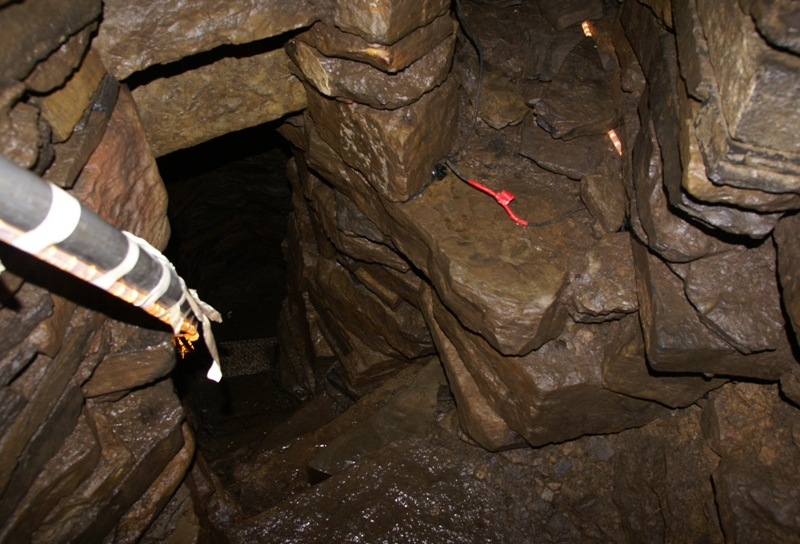
Naar onder kijkend vanaf de vloer tussen de twee trappen: links de trap naar de watertank en rechts de ingang van een van de galerijen.

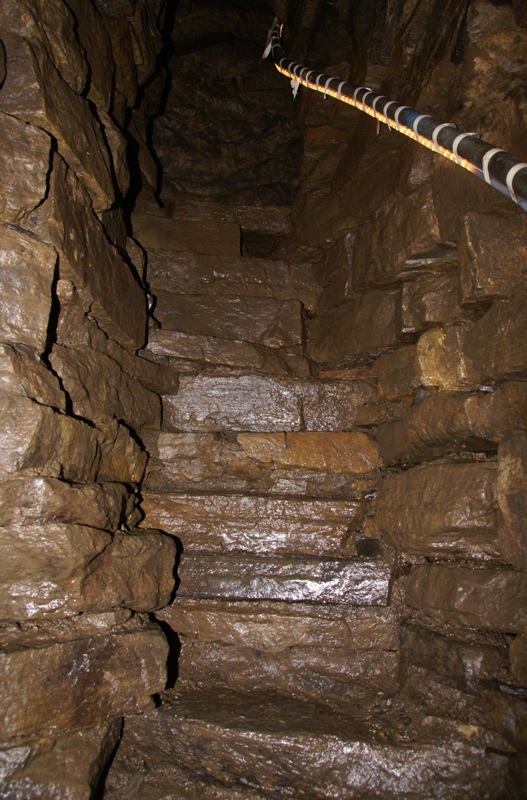
De trap gezien vanuit de watertank.

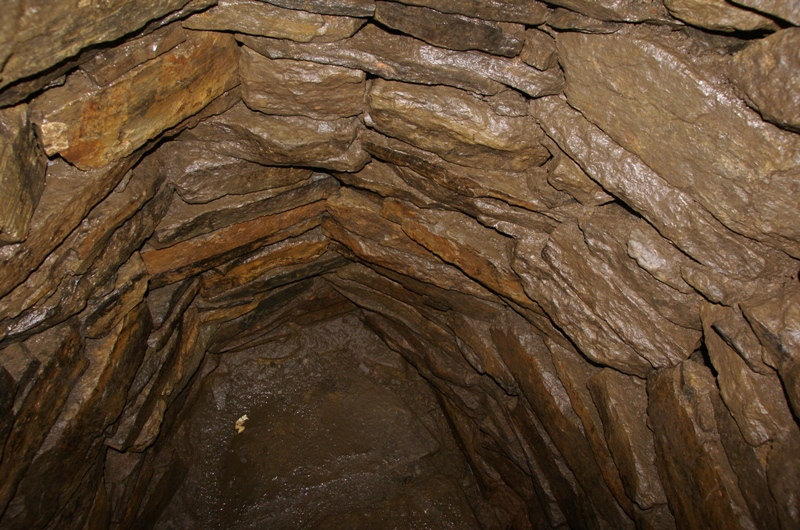
De watertank.

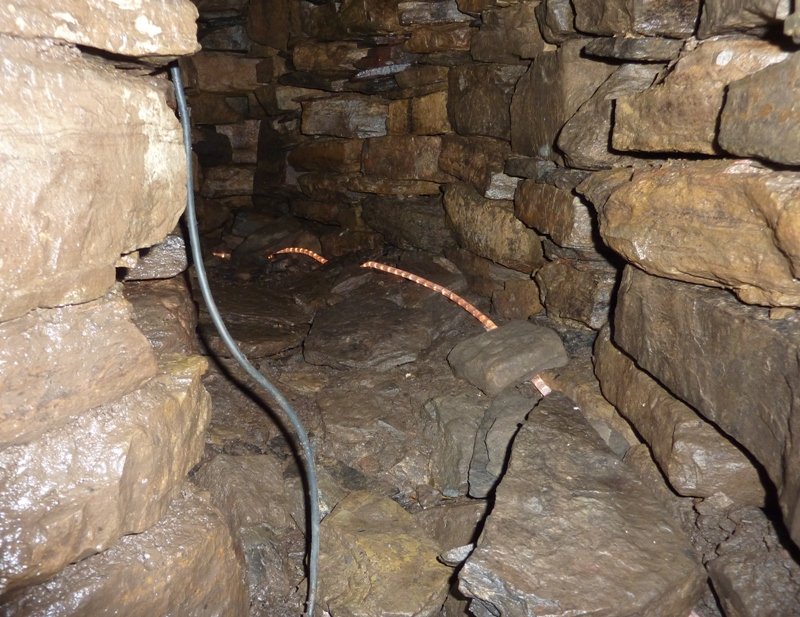
Een van de galerijen.

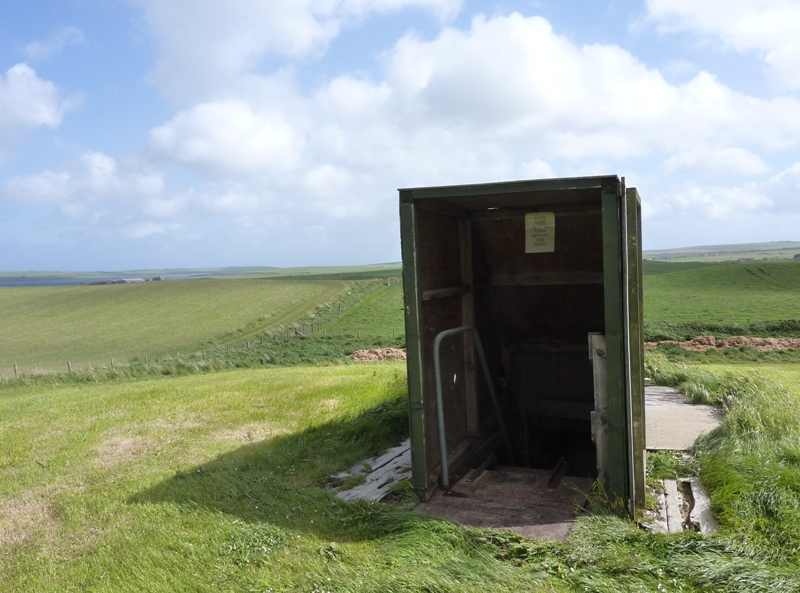
De moderne toegang tot Mine Howe.

Mine Howe is een stenen constructie uit de IJzertijd, gelegen in Tankerness, Mainland, op de Schotse Orkney-eilanden. De constructie bevindt zich in een heuvel, die omringd werd door een diepe greppel.

## Geschiedenis
Mine Howe dateert ongeveer uit de periode 200 v.Chr tot 500 n.Chr.
In 1946 werd Mine Howe ontdekt en na uitgraving weer dichtgemaakt. In 1999 herontdekte de lokale boer Douglas Paterson Mine Howe. In 2000 vond er in het kader van een Channel 4 Time Team-special een archeologische opgraving plaats. In de periode 2002 tot en met 2005 werd een gebied waar sporen van metaalbewerking waren aangetroffen, verder onderzocht.

## Ligging
Mine Howe is 100 meter ten zuidoosten van de begraafplaats aan Churchyard Road in Tankerness, gelegen en 400 meter ten zuidoosten van de parochiehal in Toab.

## Bouw
Mine Howe bestaat uit een grote heuvel, die in de IJzertijd werd omringd door een diepe greppel. De heuvel is zo'n drie meter hoog.

### Greppel
De ovaalvormige greppel aan de voet van de heuvel was 5 meter breed en 2,5 meter diep. De bodem en het onderste deel van de wanden van de greppel waren van stenen voorzien. De greppel omsloot een gebied van circa 41 meter van noord naar zuid bij 37 meter van oost naar west. Aan de westzijde liep een brede weg als een dam, dwars door de greppel naar de heuvel. De wanden van de toegangsweg in de greppel waren verstevigd met stenen.
De greppel werd in latere tijd opgevuld met verscheidene lagen huishoudelijk afval, midden genoemd.

### Ondergrondse constructie
In de lager gelegen rots onder deze heuvel werd een ruimte uitgehakt van 4,4 meter doorsnede. waarin een constructie van droogmetselwerk werd gemaakt. De toegang tot de constructie bevindt zich boven op de heuvel.
Vanaf de top van heuvel leidt tegenwoordig een moderne, metalen trap 1,85 meter omlaag door een laag van onstabiele aarde. Deze bovenste laag bestaat vermoedelijk grotendeels uit huishoudelijk afval, het zogenaamde midden, dat er in de loop van de tijd is terechtgekomen. De metalen trap sluit aan op zeventien stenen treden uit de IJzertijd die leidden naar een lager gelegen vloer waar twee korte galerijen beginnen. De treden lopen van noord naar zuid en zorgen voor een hoogteverschil van 2,75 meter. Van de twee galerijen die vanaf de vloer onderaan de zeventien treden beginnen, begint de laagste 0,43 meter boven de vloer en is 2,4 meter lang. De hoge galerij begint 1,42 meter boven de vloer en is 2,8 meter lang. Beide galerijen zijn niet recht, maar gebogen.
Vanaf de vloer met de galerijen leidt een tweede stenen trap uit de IJzertijd met elf treden 1,9 meter naar beneden waar zich een stenen watertank bevindt. De watertank is 1,3 meter in diameter en de stenen die het dak van deze ruimte vormen, bevinden zich 4,1 meter boven de vloer. De vloer van deze onderste ruimte bevindt zich 7,4 meter onder de top van de heuvel.

### Omgeving
Aan de westzijde van de heuvel bevond zich een smidse. Er zijn daar sporen aangetroffen passend bij de bewerking van ijzer en andere metalen. De eerste activiteiten in deze smidse vonden plaats rond een grote, centrale haard. Dit was in de periode van 100 v.Chr. tot 110 n.Chr. Hierna werd een jonge vrouw begraven onder de vloer van de smidse.
Deze jonge vrouw had een teenring aan elke voet en op haar borst was een voorwerp gemaakt van een gewei geplaatst.
Tevens bevinden zich aan de westzijde van de heuvel de resten van een Pictische bloemvormige woning, vermoedelijk gebouwd op de resten van een roundhouse.

## Interpretatie
De functie van Mine Howe is niet geheel duidelijk. De meest geaccepteerde interpretatie gaat ervan uit dat Mine Howe een plaats van religieuze significantie was, wellicht een schrijn of orakel. Er zijn theorieën dat de religie uit de IJzertijd onder meer bestond uit de aanbidding van godheden uit de onderwereld middels bronnen, kuilen en schachten die toegang gaven tot de onderwereld onder de aarde.
Constructies zoals Mine Howe zijn ook bekend als onderdeel van andere bouwwerken, zoals de bron in de Broch of Gurness. Deze bron werd tegelijk met de broch gebouwd of zelfs eerder. De toegang tot deze bron bestond uit een gat vanaf de vloer van de broch naar een vloer vanwaar achttien treden naar een watertank, zoals bij Mine Howe, leidden.

## Vondsten
Bij Mine Howe zijn objecten gevonden uit verschillende periodes, zoals de IJzertijd, de Romeinse tijd en uit de tijd van de Picten. Zo werd in de laag met huishoudelijk afval in de greppel Romeins glas gevonden, een fibula en aardewerkresten daterend uit het midden tot de late ijzertijd.
Vlak bij de top van de heuvel werd een stenen kist (cist) gevonden met daarin een donkere, houtskoolrijke vulling en een kleine hoeveelheid gecremeerd bot.
Aan de westzijde van de heuvel werden gereedschappen en andere resten van metaalbewerking gevonden, zoals mallen en ijzererts, inclusief een pommel van een zwaard gemaakt van een walvistand.

## Beheer
Mine Howe is privé-eigendom, doch is opengesteld voor betalend publiek. In een barak bevindt zich een tentoonstelling over de ontdekking van Mine Howe.